# Niphoparmena truncatipennis
Niphoparmena truncatipennis là một loài bọ cánh cứng trong họ Cerambycidae.